# Ida Rodríguez Prampolini
Ida Rodríguez Prampolini (* 24. September 1925 in Puerto de Veracruz, Veracruz; † 26. Juli 2017 in Veracruz) war eine mexikanische Kunsthistorikerin.

## Laufbahn
Rodríguez hielt seit 1948 den Doktorgrad der Geisteswissenschaften im Fach Geschichte. Seit 1954 dozierte sie an der Fakultät für Geisteswissenschaften und  Philosophie der  Universidad Nacional Autónoma de México (UNAM). Seit 1957 war sie Mitglied des Instituto de Investigaciones Estéticas (Forschungsinstitut für Ästhetik) der UNAM. 1967 war sie Mitglied der Jury bei der 9. Biennale von São Paulo und 1986 Vorsitzende der Jury bei der 2. Biennale in Havanna. In der Zeit von 1987 bis 1993 war sie Gründungsdirektorin des Instituto Veracruzano de Cultura. Seit 1988 war sie Investigadora Emérita (emeritierte Forscherin) der UNAM und des Sistema Nacional de Investigadores. Sie war seit 1989 nummeriertes Mitglied (Miembro de número) der Academia Mexicana de la Historia (AMH) sowie Mitglied der Academia de Artes und der Union Académique Internationale (UAI) in Brüssel.
Sie vermittelte ihr Fachwissen in zahlreichen Vorträgen, Büchern und Fachartikeln im In- und Ausland und war zuletzt Generaldirektorin des Consejo Veracruzano de Arte Popular.

## Auszeichnungen
- 1991: UNAM-Preis
- 2001: Nationalpreis für Geschichte, Sozialwissenschaften und Philosophie
- 2002: Calasanz-Medaille der Universidad Cristóbal Colón (UCC) in Puerto de Veracruz
- 2003: Ehrendoktorwürde der Universidad Veracruzana

## Bibliografie (Auswahl)
- La Atlántida de Platón en los cronistas del siglo XVI, 1947
- Amadises de América. La hazaña de Indias como empresa caballeresca, 1948
- La crítica de arte en México en el siglo XIX, 1810–1903, 1964
- El surrealismo y el arte fantástico de México, 1969
- El arte contemporáneo, esplendor y agonía, 1964
- Pedro Friedeberg, 1973
- Una década de crítica de arte, 1974
- Herbert Bayer, un concepto total, 1975
- Dada Documentos en colaboración, 1977 mit Rita Eder
- Presentación de seis artistas mexicanos: Gunther Gerzso, Kasuya Sakai, Sebastián, Mathias Goeritz, Vicente Rojo, Manuel Felguérez, 1978
- Sebastián. Un ensayo sobre arte contemporáneo, 1981
- Juan O’Gorman. Arquitecto y pintor, 1982
- Ensayo sobre Cuevas, 1988
- Variaciones sobre arte, 1992
- La memoria recuperada, Julio Galán, 1994
- El palacio de Sonambulópolis, de Pedro Friedeberg, 1999
- Luis Nishizawa, naturaleza interior, naturaleza exterior, 2000
- Francisco Zúñiga y el canon de belleza americana, 2002